# Agnija Galdanowa

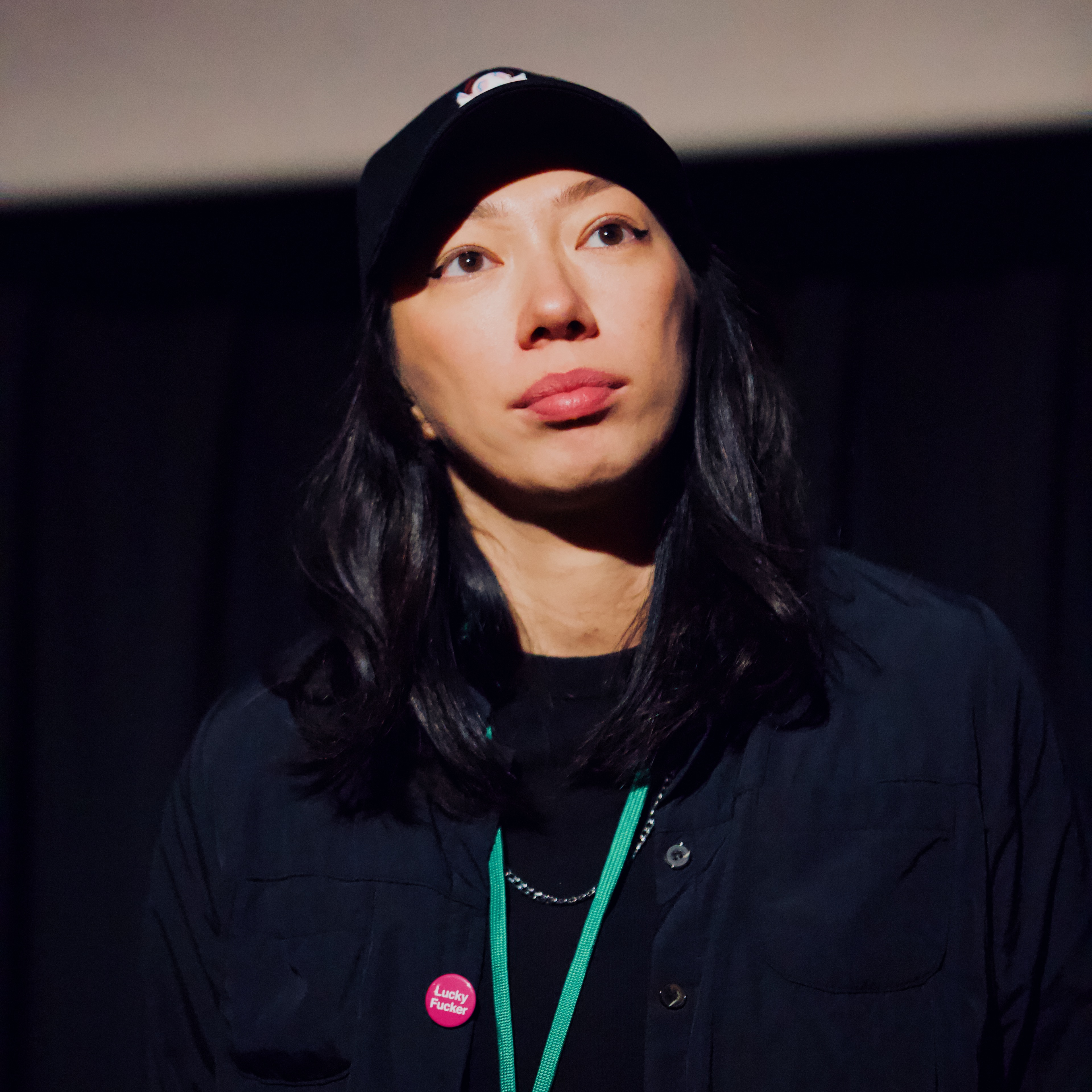
Agnija Galdanowa (2023)

Agnija Galdanowa (russisch Агния Галданова, englisch Agnyia Galdanova; geboren 1987 in Leningrad) ist eine russische Filmregisseurin.

## Leben und beruflicher Werdegang
Agnija Galdanowa studierte Journalismus an der Russischen Staatsuniversität in Moskau und schrieb während ihres Studiums für das russische Magazin Afischa und andere Moskauer Publikationen. Anschließend studierte sie Practical Filmmaking an der MetFilm School Berlin, die sie 2012 mit dem BA abschloss. Nach ihrem Studium drehte sie Musikvideos und Kurzfilme. 2016 erhielt sie ein Stipendium und drehte den kurzen Dokumentarfilm Something In You, Something In Me im Rahmen des deutsch-israelischen Programms Out Of Place.
2019 machte sie ihren Abschluss an der Schule für Dokumentarfilm und Dokumentartheater von Marina Rasbeschkina in Moskau. 2020 drehte sie ihren ersten langen Dokumentarfilm One Step Forward, One Step Back. Der 2023 erschienene Film Queendom ist ihr zweiter langer Dokumentarfilm.

## Filmografie (Auswahl)
- 2017: Something In You, Something In Me (Kurzdokumentarfilm)
- 2020: One Step Forward, One Step Back
- 2023: Queendom

## Auszeichnungen
Athens International Film Festival 2023
- Lobende Erwähnung[2]

Camden Film Festival 2023
- Publikumspreis[3]

CPH:DOX 2023
- NEXT:WAVE Award[4]

Filmfest München 2023
- Lobende Erwähnung im Wettbewerb Cinerebels[5]

Outfest Los Angeles LGBTQ+ Film Festival 2023
- Besondere Erwähnung in der Documentary Feature Competition[6]

Zurich Film Festival 2023
- Publikumspreis
- Lobende Erwähnung in der Focus Competition[7]